# Varennes-le-Grand
Varennes-le-Grand es una comuna francesa situada en el departamento de Saona y Loira, de la región
Borgoña-Franco Condado.

## Demografía
| 1019 | 993 | 1 014 | 1 181 | 1 298 | 2 058 | 2 325 | 2 298 |
| Para los censos de 1962 a 1999 la población legal corresponde a la población sin duplicidades (Fuente: INSEE [Consultar]) |     |       |       |       |       |       |       |